# Hinton Waldrist
Hinton Waldrist – wieś w Anglii, w hrabstwie Oxfordshire, w dystrykcie Vale of White Horse. Leży 16 km na południowy zachód od Oksfordu i 95 km na zachód od Londynu. W 2001 miejscowość liczyła 333 mieszkańców.